# Giulio Drago
Giulio Drago (Caltagirone, 25 giugno 1962 – Empoli, 18 aprile 2025) è stato un calciatore italiano, di ruolo portiere.

## Carriera
Cresciuto nel settore giovanile della Juventus, una volta divenuto professionista difende la porta di varie formazioni del calcio di provincia, tra cui Cremonese (che lo fece esordire in B nel 1983) Bari, Triestina, Empoli e Ascoli; con i toscani detiene il record di imbattibilità in Serie A (491'), stabilito nel campionato 1987-1988. La sua carriera termina nel Pontedera, con cui nell'aprile 1994 si toglie la soddisfazione di sconfiggere in amichevole l'Italia di Arrigo Sacchi. In seguito ha collaborato con le giovanili dell'Empoli.

## Statistiche

### Presenze e reti nei club
Statistiche aggiornate al 15 giugno 1999.
| Stagione         | Squadra          | Campionato       | Campionato | Campionato | Coppe nazionali | Coppe nazionali | Coppe nazionali | Coppe continentali | Coppe continentali | Coppe continentali | Altre coppe | Altre coppe | Altre coppe | Totale | Totale |
| Stagione         | Squadra          | Comp             | Pres       | Reti       | Comp            | Pres            | Reti            | Comp               | Pres               | Reti               | Comp        | Pres        | Reti        | Pres   | Reti   |
| ---------------- | ---------------- | ---------------- | ---------- | ---------- | --------------- | --------------- | --------------- | ------------------ | ------------------ | ------------------ | ----------- | ----------- | ----------- | ------ | ------ |
| 1980-1981        | Juventus         | A                | 0          | 0          | CI              | 0               | 0               | CU                 | 0                  | 0                  | TC          | 0           | 0           | 0      | 0      |
| 1981-1982        | Juventus         | A                | 0          | 0          | CI              | 0               | 0               | CC                 | 0                  | 0                  | -           | -           | -           | 0      | 0      |
| lug.-nov. 1982   | Juventus         | A                | 0          | 0          | CI              | 0               | 0               | CC                 | 0                  | 0                  | -           | -           | -           | 0      | 0      |
| Totale Juventus  | Totale Juventus  | Totale Juventus  | 0          | 0          |                 | 0               | 0               |                    | 0                  | 0                  |             | 0           | 0           | 0      | 0      |
| nov. 1982-1983   | Cremonese        | B                | 0          | 0          | CI              | 0               | 0               | -                  | -                  | -                  | -           | -           | -           | 0      | 0      |
| 1983-1984        | Cremonese        | B                | 37         | -27        | CI              | 5               | -7              | -                  | -                  | -                  | -           | -           | -           | 42     | -34    |
| Totale Cremonese | Totale Cremonese | Totale Cremonese | 37         | -27        |                 | 5               | -7              |                    | -                  | -                  |             | -           | -           | 42     | -34    |
| lug.-ott. 1984   | Atalanta         | A                | 0          | 0          | CI              | 4               | -4              | -                  | -                  | -                  | -           | -           | -           | 4      | -4     |
| ott. 1984-1985   | Empoli           | B                | 30         | -22        | CI              | 0               | 0               | -                  | -                  | -                  | -           | -           | -           | 30     | -22    |
| 1985-1986        | Empoli           | B                | 37         | -28        | CI              | 9               | -11             | -                  | -                  | -                  | -           | -           | -           | 46     | -39    |
| 1986-1987        | Empoli           | A                | 30         | -33        | CI              | 6               | -5              | -                  | -                  | -                  | -           | -           | -           | 36     | -38    |
| 1987-1988        | Empoli           | A                | 30         | -28        | CI              | 8               | -7              | -                  | -                  | -                  | -           | -           | -           | 38     | -35    |
| 1988-1989        | Empoli           | B                | 38+1       | -33        | CI              | 5               | -7              | -                  | -                  | -                  | -           | -           | -           | 44     | -40    |
| 1989-1990        | Bari             | A                | 3          | -7         | CI              | 0               | 0               | CM                 | 0                  | 0                  | -           | -           | -           | 3      | -7     |
| lug.-ott. 1990   | Bari             | A                | 7          | -11        | CI              | 2               | 0               | -                  | -                  | -                  | -           | -           | -           | 9      | -11    |
| Totale Bari      | Totale Bari      | Totale Bari      | 10         | -18        |                 | 2               | 0               |                    | -                  | -                  |             | -           | -           | 12     | -18    |
| nov. 1990-1991   | Triestina        | B                | 12         | -12        | CI              | -               | -               | -                  | -                  | -                  | -           | -           | -           | 12     | -12    |
| 1993-1994        | Pontedera        | C2               | 33         | -18        | CI-C            | 0               | 0               | -                  | -                  | -                  | -           | -           | -           | 33     | -18    |
| 1994-1995        | Empoli           | C1               | 19         | -16        | CI-C            | 2               | 0               | -                  | -                  | -                  | -           | -           | -           | 21     | -16    |
| Totale Empoli    | Totale Empoli    | Totale Empoli    | 185        | -160       |                 | 30              | -30             |                    | -                  | -                  |             | -           | -           | 215    | 190    |
| 1995-1996        | Pontedera        | C2               | 31         | -34        | CI-C            | 0               | 0               | -                  | -                  | -                  | -           | -           | -           | 31     | -34    |
| 1996-1997        | Pontedera        | C2               | 30+2       | -31        | CI-C            | 0               | 0               | -                  | -                  | -                  | -           | -           | -           | 32     | -34    |
| 1997-1998        | Pontedera        | C2               | 11         | -8         | CI-C            | 0               | 0               | -                  | -                  | -                  | -           | -           | -           | 11     | -8     |
| 1998-1999        | Pontedera        | C2               | 10         | -9         | CI-C            | 0               | 0               | -                  | -                  | -                  | -           | -           | -           | 10     | -9     |
| Totale Pontedera | Totale Pontedera | Totale Pontedera | 117        | -100       |                 | 0               | 0               |                    | -                  | -                  |             | -           | -           | 117    | -100   |
| Totale carriera  | Totale carriera  | Totale carriera  | 361        | -317       |                 | 41              | -41             |                    | -                  | -                  |             | -           | -           | 402    | -358   |

## Palmarès

### Competizioni nazionali
- Campionato italiano: 2

Juventus: 1980-1981, 1981-1982
- Coppa Italia: 1

Juventus: 1982-1983

### Competizioni internazionali
- Coppa Mitropa: 1

Bari: 1990